# Rottenhof (Hofamt Priel)

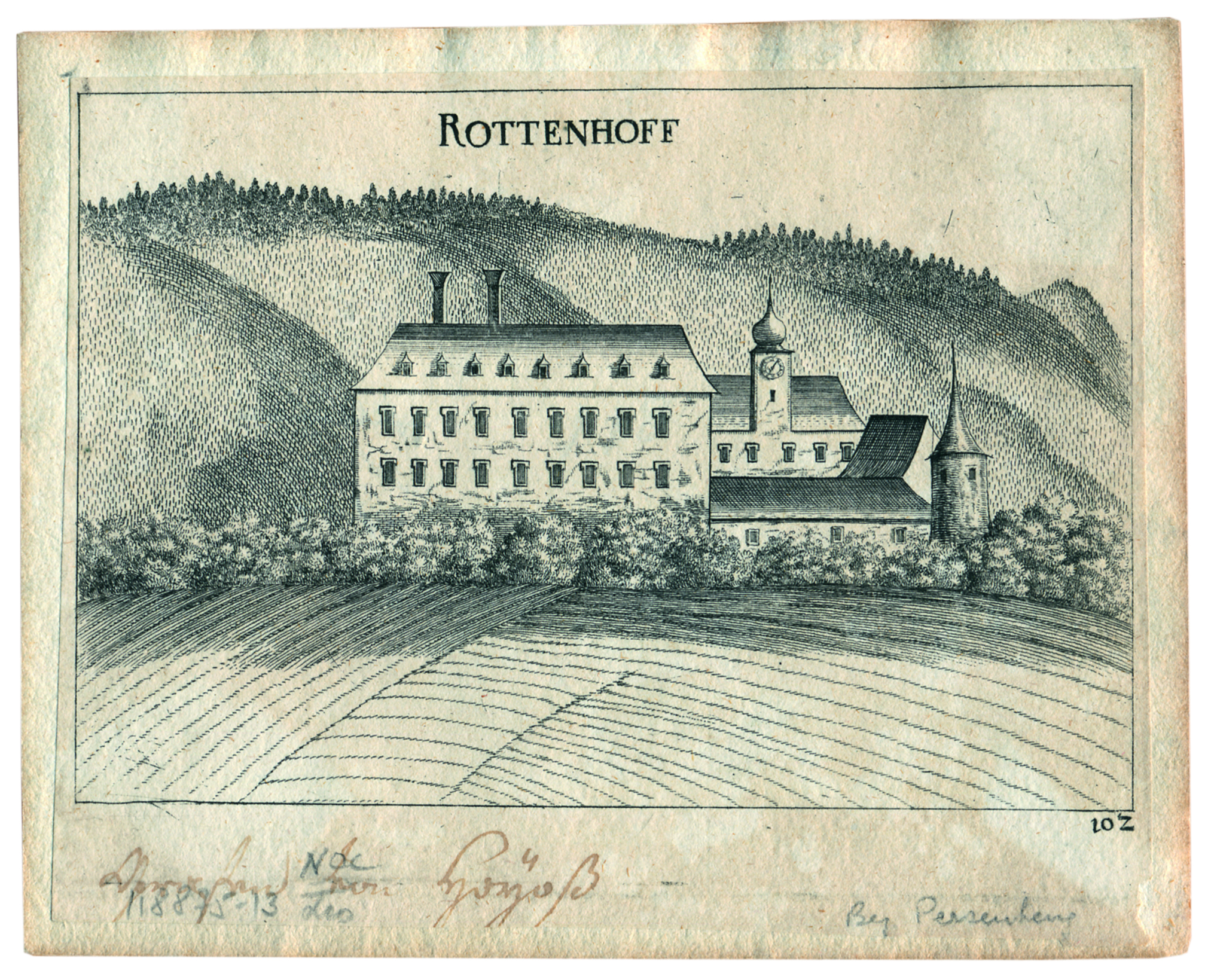
Rottenhof, Kupferstich aus Georg Matthäus Vischers Topographia, 1672

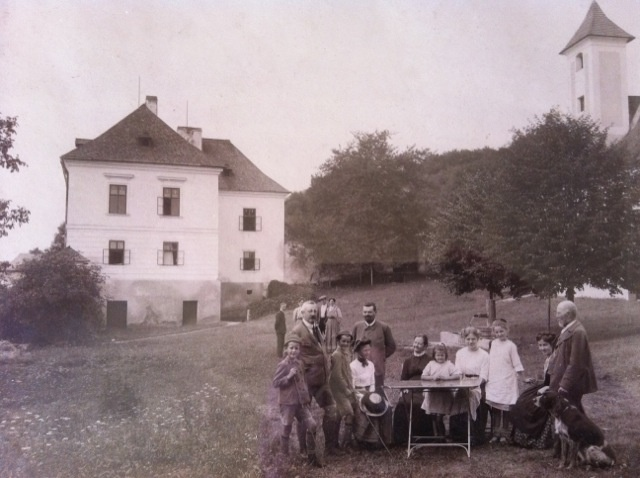
Der Rottenhof um 1900

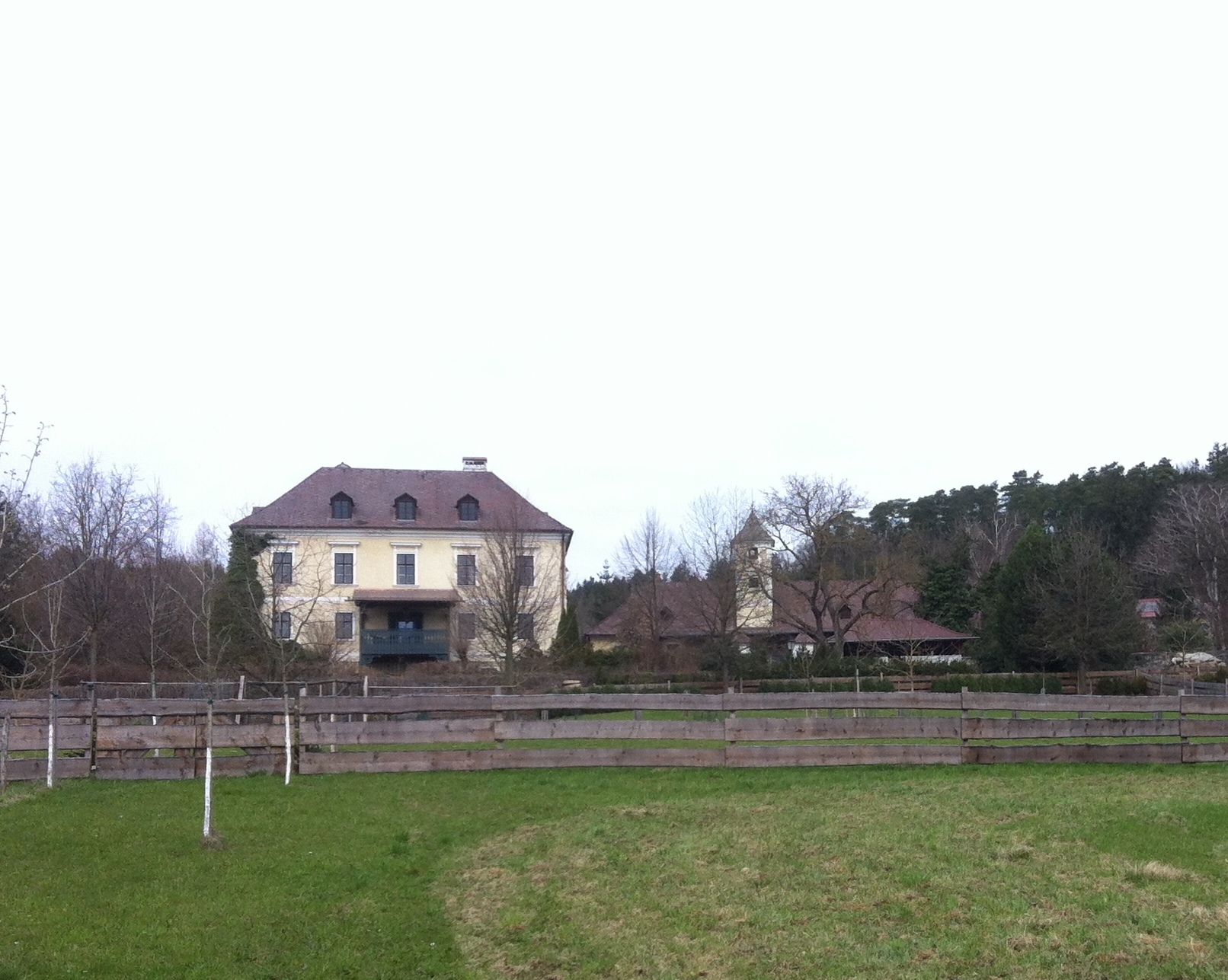
Der Rottenhof 2013

Der Rottenhof (auch Schloss Rottenhof) befindet sich im gleichnamigen Ort Rottenhof in der Gemeinde Hofamt Priel im Nibelungengau im Bezirk Melk (Niederösterreich). Das Gebäude wurde im 14. Jahrhundert erstmals schriftlich erwähnt und steht unter Denkmalschutz (Listeneintrag).

## Lage
Der Rottenhof befindet sich im Grenzgebiet der Regionen Wachau, Waldviertel und Strudengau. Der Rottenhof liegt unmittelbar am alten Handelsweg nach Maria Taferl. An dieser Straße befinden sich einige wichtige Kultsteine. Er ist am südlichen Fuß des 483 Meter hohen Eichberges oberhalb des gleichnamigen Ortes gelegen.

## Geschichte
Ursprünglich war der Besitz ein landesfürstliches Lehen, das im Jahre 1395 unter der Bezeichnung „Rothhof zu Persenbeug“ von Herzog Albrecht IV. verliehen wurde. Der Grundriss des dreistöckigen Hauptgebäudes war damals hakenförmig. Außerdem gehörte zum Anwesen ein zweigeschoßiges Wirtschaftsgebäude mit einem kleinen Glockenturm. 1455 verkaufte König Ladislaus Postumus den Rothenhof bei Persenbeug an Jörg Frey.
Kaiser Maximilian I. soll öfter auf dem Hof eingekehrt sein, um sich dort während Jagdpausen zu erfrischen. Er soll sogar die Quelle in Marmor fassen lassen haben.
Nach einer Reihe landesfürstlicher Lehenträger erlangte Mang Irnfried 1533 die Lehens- und Dienstbefreiung von König Ferdinand I., der im selben Jahr die Herrschaft Altenmarkt dazu kaufte und den Rottenhof zu deren Verwaltungszentrum machte. Im Originalkaufbrief von 1533 steht über den neuen Besitzer Mang (Mangold) Irnfrid

„... wegen Altenmarkt nebst Pisching von Ulrich v. Lapitz zu Reiben u. Weittenegkh Baider Rechten Doctor an Manngen. Irnfried van Ratenhof“

(als solcher kommt er 1550 auch im Archiv des Marktes Melk vor). Auf das Schreiben folgt Mangs eigene Unterschrift nebst Siegel und einer Rose mitten auf drei Zinnen. Auch ist auf seinem Grabstein zu Gottsdorf der Zusatz „vom Rotnhof“ vermerkt. Mangold war wie sein Sohn Andre Irnfrid, der 1580 im Rothenhof lebte, Protestant.
Mitte des 17. Jahrhunderts erwarben die Hoyos das Haus samt Gut, das in der Folge noch in Besitz der Herberstein, der Offenbach und der Preising ging, 1720 jedoch wieder von den Hoyos zurückerworben wurde. Von 1790 bis 1992 war der Rottenhof in der Hand der Familie Habsburg-Lothringen.

## Gebäude
Nach 1672 wurde der Rottenhof deutlich verkleinert. Heute ist das Hauptgebäude L-förmig.

## Nutzung
Heute ist der Rottenhof in privater Hand und wird als landwirtschaftlicher Bio-Betrieb geführt. Unter anderem werden dort die seltenen Ouessantschafe gezüchtet. Außerdem können Ferienwohnungen angemietet werden.